# نبرد تنگه کرچ (۱۷۹۰)
نبرد تنگه کرچ (انگلیسی: Battle of Kerch Strait) (که همچنین به نام نبرد یینیکال، با نام قدیمی ترکیه تنگه نزدیک کرچ شناخته می‌شود) در تاریخ ۱۹ ژوئیه ۱۷۹۰ در نزدیکی کرچ کریمه رخ داد و پیروزی کمی برای امپراطوری روسیه در طول امپراطوری عثمانی طی دوره جنگ روسی-ترکی، ۱۷۸۷–۱۷۹۲ به همراه داشت.